# Speer

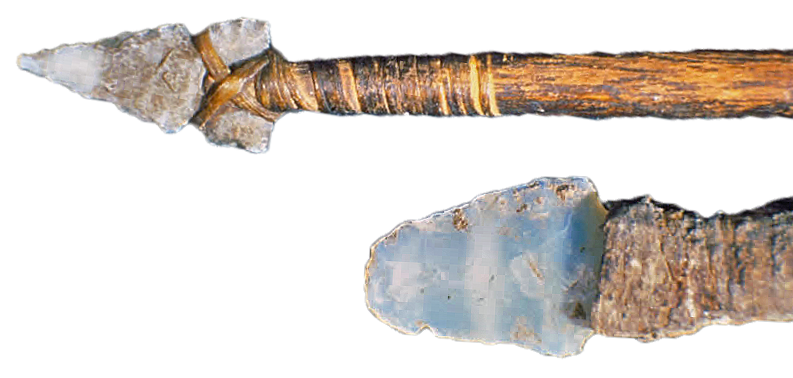
Oude jachtspeer en mes, afkomstig uit het Mesa Verde National Park

Een speer is een oud gevechtswapen dat zowel voor de jacht alsook voor oorlogsvoering geschikt is. De speer bestaat uit een schacht (meestal van hout) en  heeft een scherpe punt. Deze punt kan een aangescherpt deel van de schacht zijn of uit een ander materiaal bestaan dat op de schacht bevestigd is.
Men onderscheidt drie algemene types van speren waarbij naargelang hun vorm, hun functie wordt bepaald. 
- Werpsperen: door hun lichte gewicht of de vorm van de punt hoofdzakelijk bedoeld om te werpen 
  - de javelijn of smalle werpspeer
  - de pilum en angon
- De slag en- steekspeer: door hun omvang en gewicht hoofdzakelijk bedoeld om mee te slaan en steken.
- Hybride vormen: speren die voor beide gebruikt kunnen worden.

## Geschiedenis
In de prehistorie gebruikte men voor speerpunten bot of vuursteen, later werden deze materialen vervangen door brons of ijzer. Ook lang voordat er vuurstenen punten werden gebruikt waren er overigens al speren: in Duitsland (Schöningen, nabij Hannover) zijn enkele werpsperen opgegraven in meersediment in een bruinkoollaag die gedateerd zijn op 380.000-400.000 jaar oud, geheel uit hout vervaardigd, niet van een tak, maar van het kernhout van een boom, uitgebalanceerd voor werpen. Daarmee zijn het de oudst bekende compleet gevonden (jacht)wapens van de mens. Bij de oude Grieken werden ook lange steeksperen gebruikt, doru genoemd.
Vroege modellen speren waren gemaakt om te werpen. Hiervoor werd vroeger ook gebruikgemaakt van een speerwerper of atlatl, waardoor de speer met meer kracht geworpen kon worden. Andere modellen speer waren bedoeld als steekwapen. De Romeinen gebruikten een model werpspeer dat zij pilum noemden. Deze speer had in vergelijking met andere modellen een relatief korte schacht met daarop een langere dunne ijzeren staaf met daarop de punt.
De speer is als wapen de voorloper van de lans, de hellebaard, de ravenbek, en de piek.

## Symboliek
De speer is een symbool van (politieke) macht. De vlag van Swaziland bevat bijvoorbeeld een schild met twee speren.
Met de speerpunt wordt behalve de voorkant van de speer, ook het woord gebruikt voor een tot voorbeeld strekkend element (zoals in de zin: "Kwaliteit is de speerpunt van ons beleid").

## Mythologie
De speer komt vaker voor als mythologisch wapen. De Noorse god Odin maakt gebruik van de speer Gungnir en de Ierse held Cú Chulainn van Gáe Bulg.